# Жинол
Жинол (фр. Ginoles) насеље је и општина у јужној Француској у региону Лангдок-Русијон, у департману Од која припада префектури Лиму.
По подацима из 2011. године у општини је живело 358 становника, а густина насељености је износила 58,02 становника/km². Општина се простире на површини од 6,17 km². Налази се на средњој надморској висини од 350 метара (максималној 1.000 m, а минималној 307 m).

## Демографија
| 1962. | 1968. | 1975. | 1982. | 1990. | 1999. | 2011. |
| ----- | ----- | ----- | ----- | ----- | ----- | ----- |
| 181   | 194   | 263   | 297   | 357   | 349   | 358   |

График промене броја становника у току последњих година